# Slip brésilien
 (avril 2018).
Si vous disposez d'ouvrages ou d'articles de référence ou si vous connaissez des sites web de qualité traitant du thème abordé ici, merci de compléter l'article en donnant les références utiles à sa vérifiabilité et en les liant à la section « Notes et références ».
Le slip brésilien est un type de sous-vêtement (ou de maillot de bain) destiné à cacher le pubis. Il est souvent confondu, à tort, avec le string ou le tanga.
C'est un sous-vêtement constitué de deux pièces de tissu, de cuir ou de latex. La première est composée de deux formes triangulaires symétriques, l'une pour l'avant et l'autre pour l'arrière, ce qui le distingue particulièrement du string, qui possède une fine bande à l'arrière, et du tanga, qui offre une bande arrière plus large que le string, mais moins que celle du slip brésilien. Cette pièce est reliée par ses deux extrémités à la seconde, plus ou moins fine, qui entoure les hanches. On estime que le slip brésilien couvre à peu près la moitié du fessier.
Suivant les modèles, le slip brésilien est plus ou moins échancré sur le haut des cuisses et le pubis, et la bande cerclant les hanches peut être de taille variable. Lorsque la bande est large et descend relativement bas sur les fesses, on parle de shorty.

## Maillot de bain
Le maillot de bain brésilien est une variante plus sexy du bikini présent au Brésil. La culotte est plus échancrée, à mi-chemin entre le slip et le string.
Le bikini brésilien est donc plus échancré qu'un maillot de bain normal, mais plus couvrant qu'un tanga ou string, sa caractéristique principale est de mettre en valeur le corps de la femme sans être vulgaire.
Ce style brésilien est de plus en plus présent sur les plages du monde entier.
Le Brésil produit près de 300 millions de maillot de bain (dont des bikinis) par an.